# صمد به شهر می‌رود
صمد به شهر می‌رود فیلمی به کارگردانی و نویسندگی پرویز صیاد محصول سال ۱۳۵۸ است.

## خلاصه داستان
صمد که برای کسب درآمد و افتخارات بیشتر در برابر عین‌الله باقرزاده بار دیگر به شهر سفر کرده است، گرفتار گروهی از قاچاقچیان موار مخدر می‌شود. ظاهر ساده او بدواً قاچاقچیان را باور می‌دهد که از او بعنوان طعمه برای انجام عملیات مرگبار خود بهره بگیرند. اما ندانم کاریها بعلاوهٔ صداقت او نهایتاً باعث نابودی باند و گرفتاری آنان بدست قانون می‌شود.

## نکته مهم
هیچگونه نسخه ای از فیلم در صفحات مجازی و حقیقی وجود ندارد و منبع موثقی نیز تأیید نمی کند که این فیلم در سال ۱۳۵۸ به نمایش عمومی درآمده است یا خیر !
داستانی که در صفحه فعلی نیز قید شده مربوط به فیلم صمد خوشبخت می شود می باشد.
در برخی منابع نام فیلم ( صمد در بدر میشود ) ذکر شده و معتقد هستند این فیلم همان صمد به شهر میرود است.

## بازیگران
- پرویز صیاد
- حسین امیرفضلی
- علی زاهدی
- رضا شفیع
- فرخ لقا هوشمند
- رضا هوشمند
- اسماعیل شیرازی
- بهمن زرین‌پور
- بیوک کاظم پور